# Granborough
Granborough – wieś w Anglii, w hrabstwie Buckinghamshire, w dystrykcie (unitary authority) Buckinghamshire. Leży 70 km na północny zachód od centrum Londynu. W 2001 miejscowość liczyła 553 mieszkańców.